# اینتلی تراپیوتیکس
اینتلی تراپیوتیکس (انگلیسی: Intellia Therapeutics) شرکت داروسازی آمریکایی است، که در سال ۲۰۱۴ تأسیس شد.